# 線紋新雀鯛
線紋新雀鯛（學名：Neopomacentrus nemurus），是輻鰭魚綱鱸形目雀鯛科新雀鯛屬的其中一種，分布於中西太平洋印尼、菲律賓、帛琉、巴布亞新幾內亞、索羅門群島與萬那杜海域，深度1至10公尺，體長可達8公分，棲息在珊瑚礁及潟湖，以浮游生物為食，繁殖期時成對出現，雄魚會守護卵直到孵化，生活習性不明，可做為觀賞魚。